# Сліпчицька сільська рада
Сліпчицька сільська рада — колишня адміністративно-територіальна одиниця та орган місцевого самоврядування у Черняхівському районі Волинської округи, Київської й Житомирської областей Української РСР та України з адміністративним центром у с. Сліпчиці.

## Населені пункти
Сільській раді були підпорядковані населені пункти:
- с. Сліпчиці
- с. Корчівка

## Населення
Кількість населення ради станом на 1923 рік становила 1 340 осіб, кількість дворів — 201.
Відповідно до результатів перепису населення СРСР, кількість населення ради станом на 12 січня 1989 року становила 1 094 осіб.
Станом на 5 грудня 2001 року, відповідно до перепису населення України, кількість мешканців сільської ради становила 923 осіб.

## Склад ради
Рада складалася з 14 депутатів та голови.

### Керівний склад сільської ради
| ПІБ                       | Основні відомості                                                 | Дата обрання | Дата звільнення |
| ------------------------- | ----------------------------------------------------------------- | ------------ | --------------- |
| Янович Аркадій Леонідович | Сільський голова, 1957 року народження, освіта, безпартійний      | 26.03.2006   | 31.10.2010      |
| Вознюк Василь Олексійович | Сільський голова, 1958 року народження, освіта вища, безпартійний | 31.10.2010   | 25.10.2020      |

Примітка: таблиця складена за даними джерела

## Історія
Створена 1923 року в с. Сліпчиці Бежівської волості Житомирського повіту Волинської губернії. 7 березня 1923 року включена до складу новоутвореного Черняхівського району Житомирської (згодом — Волинська) округи.
Станом на 1 вересня 1946 року сільська рада входила до складу Черняхівського району Житомирської області, на обліку в раді перебувало с. Сліпчиці.
11 серпня 1954 року, відповідно до указу Президії Верховної ради Української РСР «Про укрупнення сільських рад по Житомирській області», підпорядковано с. Корчівка ліквідованої Корчівської сільської ради Черняхівського району.
На 1 січня 1972 року сільська рада входила до складу Черняхівського району Житомирської області, на обліку в раді перебували села Корчівка та Сліпчиці.
14 березня 1977 року, відповідно до рішення Житомирського облвиконкому № 113 «Про зміни в адміністративно-територіальному підпорядкуванні окремих населених пунктів області», підпорядковано с. Головине Бежівської сільської ради Черняхівського району. 19 січня 1981 року, відповідно до рішення Житомирського облвиконкому «Про внесення змін в адміністративно-територіальний поділ окремих районів», в смт Головине створено окрему Головинську селищну раду.
Виключена з облікових даних 17 липня 2020 року. Територію та населені пункти ради, відповідно до розпорядження Кабінету Міністрів України № 711-р від 12 червня 2020 року «Про визначення адміністративних центрів та затвердження територій територіальних громад Житомирської області», включено до складу Черняхівської селищної територіальної громади Житомирського району Житомирської області.